# Aysha janaita
Aysha janaita là một loài nhện trong họ Anyphaenidae.
Loài này thuộc chi Aysha. Aysha janaita được Antonio D. Brescovit miêu tả năm 1992.